# الیوپ (فیلم)
اَلیوپ (انگلیسی: Allez Oop) یک فیلم کوتاه کمدی به کارگردانی چارلز لمانت و باستر کیتون است که در سال ۱۹۳۴ منتشر شد.

## گزیدهٔ بازیگران
- باستر کیتون
- دورتی سباستین
- جورج ج. لوئیس
- هری مایرز
- لئونارد کیبریک